# Rhysotoechia momiensis
Rhysotoechia momiensis är en kinesträdsväxtart som beskrevs av Kanehira & Hatusima. Rhysotoechia momiensis ingår i släktet Rhysotoechia och familjen kinesträdsväxter. Inga underarter finns listade i Catalogue of Life.